# Franco Fagioli
Franco Fagioli (ur. 4 maja 1981 w San Miguel de Tucumán, Argentyna) – argentyński śpiewak operowy – kontratenor.

## Życiorys
Fagioli studiował grę na fortepianie w Instytucie Muzycznym w San Miguel de Tucumán, a następnie śpiew w Akademii Sztuki Teatro Colón w Buenos Aires. W 1997 roku założył chór San Martin de Porres dla młodzieży i za namową swoich nauczycieli rozpoczął karierę jako kontratenor. W roku 2003 wygrał konkurs wokalny Bertelsmanna „New Voices” w Gütersloh. Od tego wydarzenia rozpoczęła się jego światowa kariera.

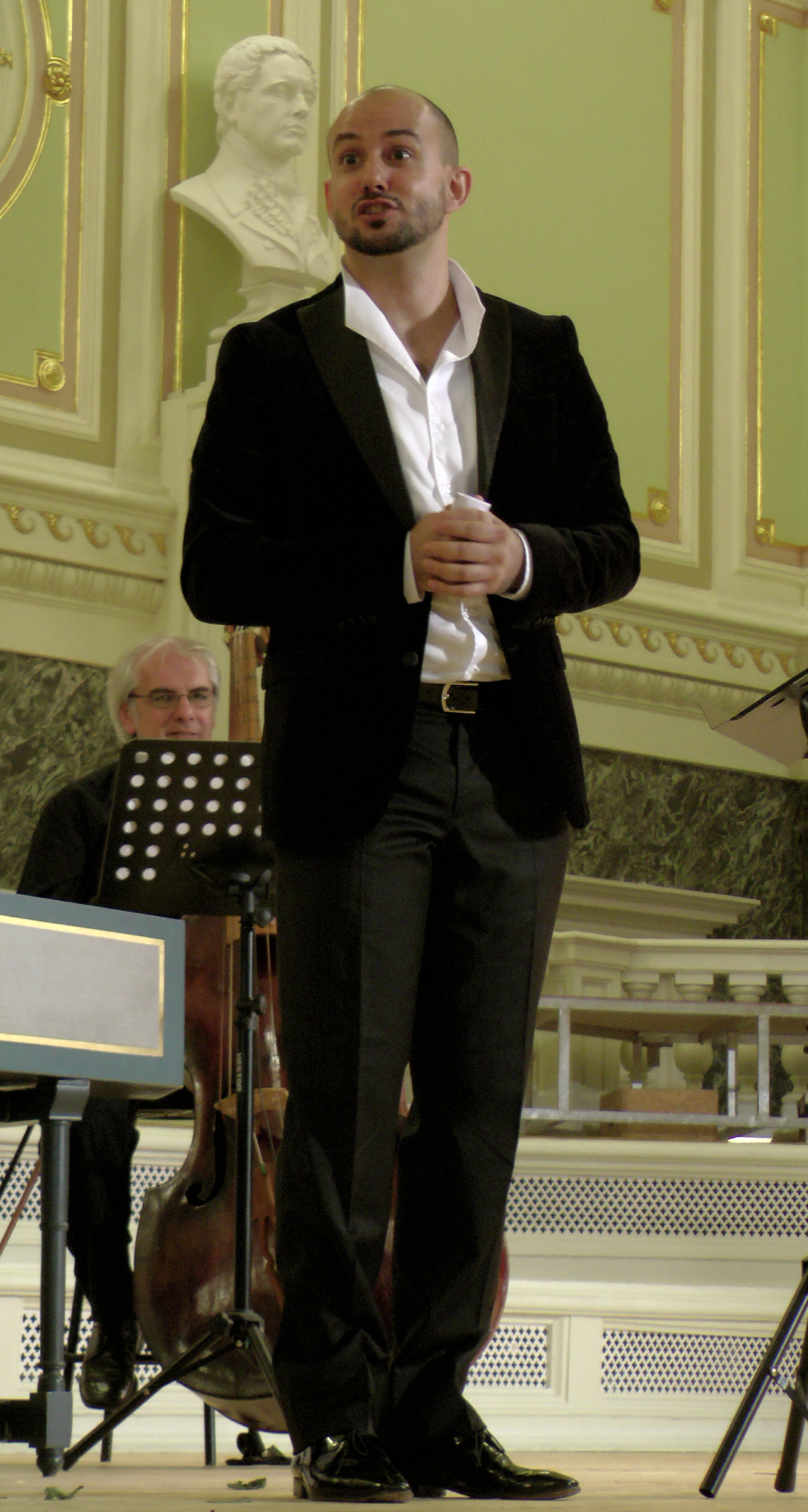
Franco Fagioli 2014 r. – Petersburg

Franco Fagioli należy do najbardziej znanych kontratenorów naszych czasów. Jako śpiewak belcanto, Franco Fagioli specjalizuje się w rolach napisanych dla kastratów lub kontraltów na przełomie XVIII i XIX wieku. Na Salzburg Whitsun Festival 2014 zaśpiewał podczas wieczoru arii poświęconego kastracie Giovanni Battista Vellutiemu utwory Gioacchino Rossiniego (z Aurelian w Palmirze) i Giacomo Meyerbeera (z Il crociato in Egitto).
Najważniejsze role Franco Fagiolego to między innymi:
- tytułowa rola w Eliogabalo Cavallego w Opéra national de Paris i Holenderskiej Operze Narodowej;
- Idamantes w Idomeneuszu, królu Krety Mozarta w Royal Opera House w Covent Garden;
- tytułowa rola w Achille in Sciro Francesco Corsellego w Teatro Real w Madrycie;
- w operach Gioacchino Rossiniego:
  - Arsace w Semiramidzie w Opéra National de Lorraine;
  - Arsace w Aurelian w Palmirze na Festival della Valle d’Itria;
  - Zygmunt w Zygmuncie na festiwalu Opera Rara w Krakowie;
- w operach Georga Friedricha Händla:
  - Neron w Agrippinie w Bayerische Staatsoper w Monachium i w Royal Opera House w Covent Garden;
  - Andronico w Tamerlano w Teatro alla Scala w Mediolanie;
  - Ruggiero w Alcinie w Hamburgische Staatsoper;
  - tytułowa rola w Kserksesie w Staatstheater Karlsruhe;
  - Piacere w Il Trionfo del Tempo e del Disinganno podczas Festival d’Aix-en-Provence, w Opéra de Lille i Théâtre de Caen;
  - tytułowa rola w Juliuszu Cezarze w Teatro Colón w Buenos Aires i Opernhaus Zürich.

W styczniu 2020 r. Fagioli wziął udział w Festiwalu Opera Rara w Krakowie, gdzie wystąpił w tytułowej roli w operze Rossiniego Zygmunt w reżyserii Krystiana Lady. Przedstawienie było pokazywane pod włoskim tytułem Sigismondo.
Fagioli zyskał także uznanie, występując podczas recitali na licznych festiwalach muzyki dawnej.

## Wybrana dyskografia
Solowe recitale
- Arte Nova Voices. Händel, Mozart. Opera Arias Gustav Kuhn (ARTE NOVA) 2005.
- Franco Fagioli. Canzone e Cantate. (Carus Verlag/SWR) 2010.
- Arias for Caffarelli: Vinci, Leo, Hasse, Pergolesi, Santo. Il pomo d'oro. Riccardo Minasi (Naïve Records) 2013.
- Il Maestro Porpora – Arias (Naïve Records) 2014.
- Franco Fagioli. Rossini George Petrou (Deutsche Grammophone) 2016.
- Handel: Arias Zevira Valova (Deutsche Grammophone) 2018.
- Veni, Vidi, Vinci, Arias by Leonardo Vinci, Il pomo d’oro, Zevira Valova (Deutsche Grammophone), 2020.

Opery
- Christoph Willibald Gluck: Ezio (Oehms Classics/SWR) 2008.
- George Frideric Handel: Teseo (Carus Verlag/SWR) 2009.
- George Frideric Handel: Berenice (EMI/Virgin Classics) 2010.
- Nieznany kompozytor: Germanico, Ottaviano Tenerani (Sony/Deutsche Harmonia Mundi) 2011.
- Leonardo Vinci: Artaserse (Virgin Classics/EMI) 2013.
- Johann Adolph Hasse: Siroe (DECCA) 2014.
- Antonio Caldara: La concordia de’ pianeti (ARCHIV) 2014.
- Agostino Steffani: Stabat Mater (DECCA) 2014.
- Gluck: Orfeusz i Eurydyka Laurence Equilbey (ARCHIV) 2015.
- Vinci: Catone in Utica Riccrdo Minasi (DECCA) 2015.
- Giovanni Battista Pergolesi: Hadrian w Syrii (Adriano in Siria) Jan Tomasz Adamus (DECCA) 2016.
- Händel: Rodelinda Diego Fasolis (DYNAMIC) 2016.

Utwory religijne
- Vivaldi: Gloria, Nisi Dominus, Nulla in mundo pax (Classica) 2018[3].